# SPIB
El factor de transcripción Spi-B es una proteína codificada en humanos por el gen spib.
SPI1 (MIM 165170) y SPIB son miembros de una subfamilia de los factores de transcripción ETS (véase ETS1; MIM 164720). Las proteínas ETS comparten un dominio ETS conservado que media en la unión específica al ADN. SPIB y SPI1 se unen a secuencias de ADN ricas en purinas, denominadas cajas PU (5'-GAGGAA-3').

## Interacciones
La proteína SPIB ha demostrado ser capaz de interaccionar con:
- MAPK3[3]
- MAPK8[3]